# Olympische Sommerspiele 1996/Leichtathletik – Siebenkampf (Frauen)

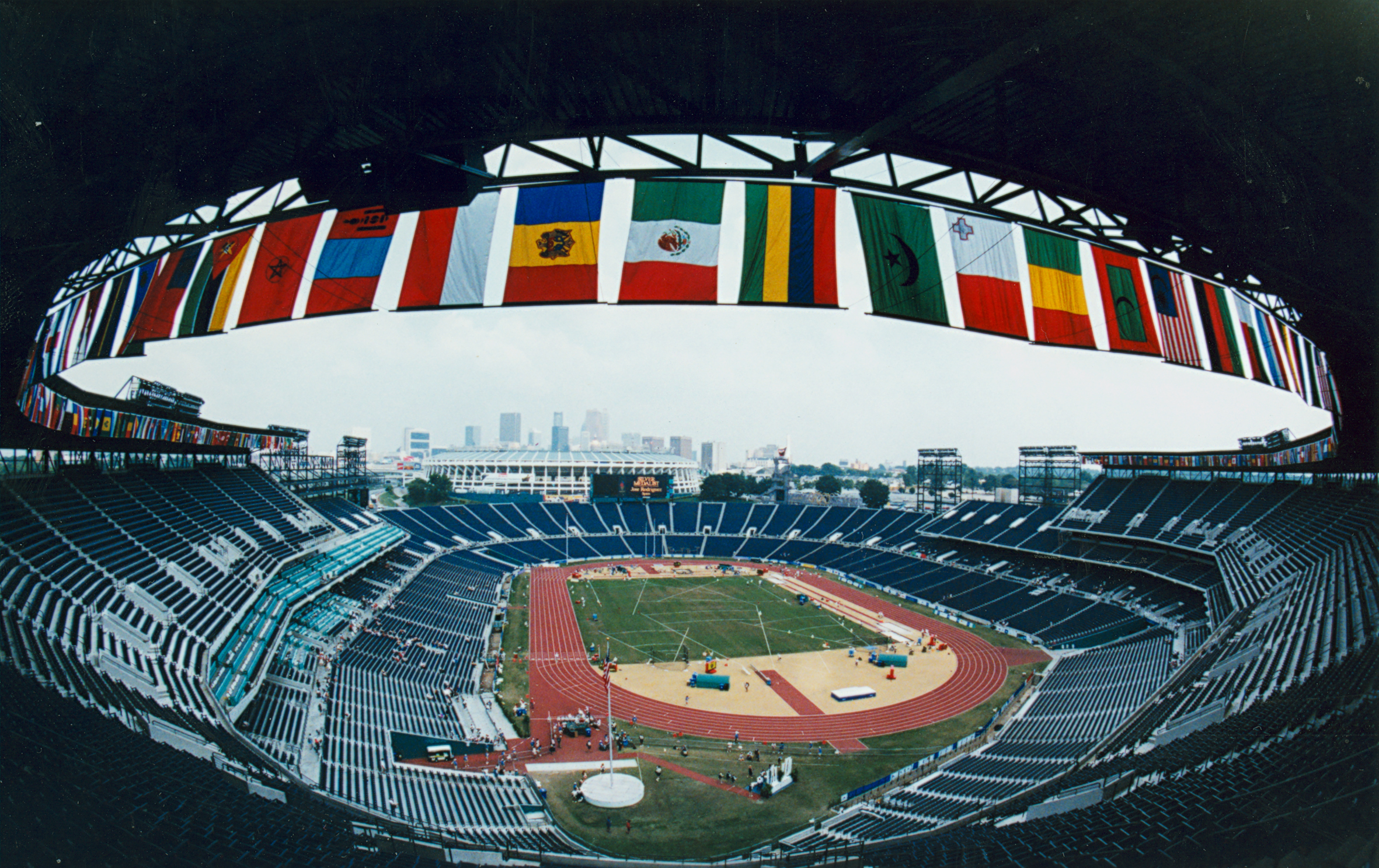
Das Centennial Olympic Stadium von Atlanta im Jahr 1996

Der Siebenkampf der Frauen bei den Olympischen Spielen 1996 in Atlanta wurde am 27. und 28. Juli 1996 im Centennial Olympic Stadium ausgetragen. 29 Athletinnen nahmen teil, von denen 25 den Wettkampf beenden konnten.
Olympiasiegerin wurde die Syrerin Ghada Shouaa. Sie gewann vor der Belarussin Natallja Sasanowitsch und der Britin Denise Lewis.
Für Deutschland nahmen Peggy Beer, Sabine Braun und Mona Steigauf teil. Braun belegte Rang sieben, Steigauf Rang elf und Beer Rang dreizehn.

Die Schweizerin Patricia Nadler wurde 23. Manuela Marxer aus Liechtenstein musste den Wettkampf nach der vierten Disziplin aufgeben.

Athletinnen aus Österreich nahmen nicht teil.

## Aktuelle Titelträgerinnen
| Olympiasiegerin 1992                      | Jackie Joyner-Kersee ( USA)                | 7044 Punkte                                | Barcelona 1992                             |
| Weltmeisterin 1995                        | Ghada Shouaa ( Syrien)                     | 6651 Punkte                                | Göteborg 1995                              |
| Europameisterin 1994                      | Sabine Braun ( Deutschland)                | 6419 Punkte                                | Helsinki 1994                              |
| Panamerikanische Meisterin 1995           | Jamie McNeair ( USA)                       | 6266 Punkte                                | Mar del Plata 1995                         |
| Zentralamerika und Karibik-Meisterin 1995 | Magalys García ( Kuba)                     | 6189 Punkte                                | Guatemala-Stadt 1995                       |
| Südamerika-Meisterin 1995                 | Zorobabelia Córdoba ( Kolumbien)           | 5495 Punkte                                | Manaus 1995                                |
| Asienmeisterin 1995                       | Swetlana Kazanina ( Kasachstan)            | 5728 Punkte                                | Jakarta 1995                               |
| Afrikameisterin 1996                      | Caroline Kola ( Kenia)                     | 5270 Punkte                                | Yaoundé 1996                               |
| Ozeanienmeisterin 1994                    | Wettbewerb nicht im Meisterschaftsprogramm | Wettbewerb nicht im Meisterschaftsprogramm | Wettbewerb nicht im Meisterschaftsprogramm |

## Bestehende Rekorde
| Weltrekord         | 7291 Punkte | Jackie Joyner-Kersee ( USA) | OS Seoul, Südkorea | 24. September 1988 |
| Olympischer Rekord | 7291 Punkte | Jackie Joyner-Kersee ( USA) | OS Seoul, Südkorea | 24. September 1988 |

Der bestehende olympische Rekord, gleichzeitig Weltrekord, wurde bei diesen Spielen nicht erreicht. Die syrische Olympiasiegerin Ghada Shouaa erreichte 6780 Punkte und blieb damit 511 Punkte unter diesem Rekord.
Anmerkungen:
- Im Kugelstoßen, Speerwurf sowie im Weitsprung sind die Bestweiten jeweils fett gedruckt. Im Hochsprung ist der letzte gültige Versuch fett gedruckt.
- Alle Zeiten sind in Ortszeit Atlanta (UTC−5) angegeben.

## Teilnehmerinnen
| Name                  | Nation         |
| --------------------- | -------------- |
| Anzhela Atroshchenko  | Belarus        |
| Eunice Barber         | Sierra Leone   |
| Peggy Beer            | Deutschland    |
| Kelly Blair           | USA            |
| Catherine Bond-Mills  | Kanada         |
| Sabine Braun          | Deutschland    |
| Regla María Cárdenas  | Kuba           |
| Imma Clopés           | Spanien        |
| Magalys García        | Kuba           |
| Diane Guthrie-Gresham | Jamaika        |
| Sharon Hanson         | USA            |
| Tiia Hautala          | Finnland       |
| Rita Ináncsi          | Ungarn         |
| Jane Jamieson         | Australien     |
| Jackie Joyner-Kersee  | USA            |
| Swetlana Kazanina     | Kasachstan     |
| Jelena Lebedenko      | Russland       |
| Denise Lewis          | Großbritannien |
| Manuela Marxer        | Liechtenstein  |
| Swetlana Moskalez     | Russland       |
| Patricia Nadler       | Schweiz        |
| Liliana Năstase       | Rumänien       |
| Remigija Nazarovienė  | Litauen        |
| Natallja Sasanowitsch | Belarus        |
| Ghada Shouaa          | Syrien         |
| Giuliana Spada        | Italien        |
| Mona Steigauf         | Deutschland    |
| Irina Tjuchai         | Russland       |
| Urszula Włodarczyk    | Polen          |

## Disziplinen

### 100-Meter-Hürdenlauf
Die Disziplin wurde in vier Läufen durchgeführt.

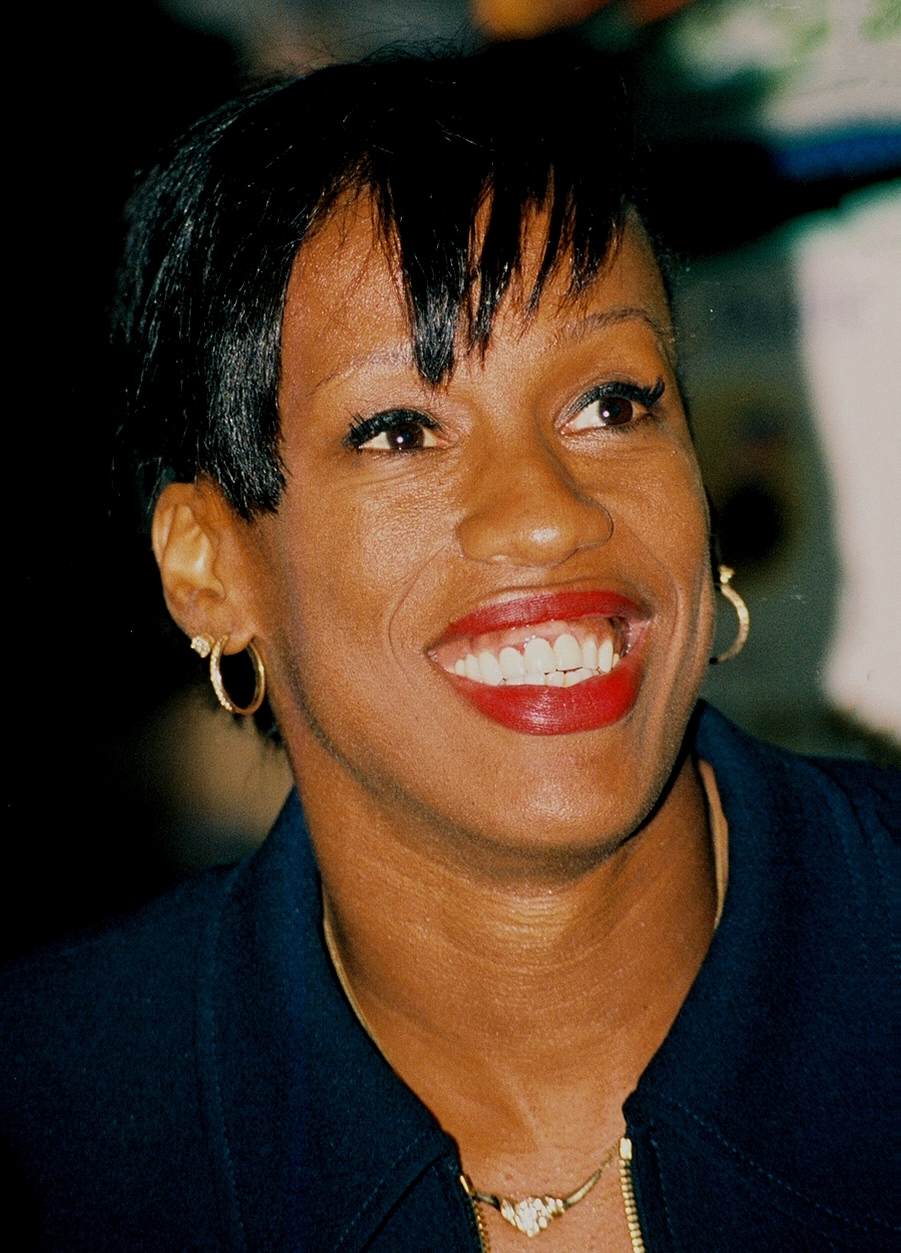
Jackie Joyner-Kersee musste bereits nach der ersten Disziplin verletzungsbedingt aufgeben

| Platz | Name         | Zeit (s) | Punkte |
| ----- | ------------ | -------- | ------ |
| 1     | García       | 13,30    | 1080   |
| 2     | Bond-Mills   | 13,66    | 1027   |
| 3     | Lebedenko    | 13,70    | 1021   |
| 4     | Atroshchenko | 14,27    | 941    |
| 5     | Clopés       | 14,30    | 936    |
| 6     | Kazanina     | 14,69    | 883    |
| DNF   | Spada        |          | 000    |

| Platz | Name       | Zeit (s) | Punkte |
| ----- | ---------- | -------- | ------ |
| 1     | Steigauf   | 13,22    | 1091   |
| 2     | Włodarczyk | 13,48    | 1053   |
| 3     | Blair      | 13,62    | 1033   |
| 4     | Moskalez   | 13,70    | 1021   |
| 5     | Shouaa     | 13,72    | 1018   |
| 6     | Hautala    | 13,72    | 1018   |
| 7     | Nadler     | 13,81    | 1005   |
| 8     | Ináncsi    | 13,95    | 985    |

| Platz | Name            | Zeit (s) | Punkte |
| ----- | --------------- | -------- | ------ |
| 1     | Joyner-Kersee   | 13,24    | 1089   |
| 2     | Lewis           | 13,45    | 1058   |
| 3     | Barber          | 13,50    | 1050   |
| 4     | Braun           | 13,55    | 1043   |
| 5     | Sasanowitsch    | 13,56    | 1041   |
| 6     | Nazarovienė     | 13,59    | 1037   |
| 7     | Guthrie-Gresham | 14,17    | 954    |

| Platz | Name     | Zeit (s) | Punkte |
| ----- | -------- | -------- | ------ |
| 1     | Hanson   | 13,34    | 1074   |
| 2     | Năstase  | 13,37    | 1069   |
| 3     | Beer     | 13,52    | 1047   |
| 4     | Cárdenas | 13,89    | 994    |
| 5     | Tjuchai  | 13,90    | 993    |
| 6     | Marxer   | 13,90    | 993    |
| 7     | Jamieson | 14,57    | 899    |

| Platz | Name            | Punkte |
| ----- | --------------- | ------ |
| 01    | Steigauf        | 1091   |
| 02    | Joyner-Kersee   | 1089   |
| 03    | García          | 1080   |
| 04    | Hanson          | 1074   |
| 05    | Năstase         | 1069   |
| 06    | Lewis           | 1058   |
| 06    | Włodarczyk      | 1053   |
| 08    | Barber          | 1050   |
| 09    | Beer            | 1047   |
| 10    | Braun           | 1043   |
| 11    | Sasanowitsch    | 1041   |
| 12    | Nazarovienė     | 1037   |
| 13    | Blair           | 1033   |
| 14    | Bond-Mills      | 1027   |
| 15    | Lebedenko       | 1021   |
| 15    | Moskalez        | 1021   |
| 17    | Hautala         | 1018   |
| 17    | Shouaa          | 1018   |
| 19    | Nadler          | 1005   |
| 20    | Cárdenas        | 994    |
| 21    | Marxer          | 993    |
| 21    | Tjuchai         | 993    |
| 23    | Ináncsi         | 985    |
| 24    | Guthrie-Gresham | 954    |
| 25    | Atroshchenko    | 941    |
| 26    | Clopés          | 936    |
| 27    | Jamieson        | 899    |
| 28    | Kazanina        | 883    |
| 29    | Spada           | 000    |

### Hochsprung
Die Disziplin wurde in zwei Gruppen durchgeführt.
Die US-Amerikanerin Jackie Joyner-Kersee und die Italienerin Giuliana Spada traten zu dieser zweiten Disziplin nicht an.
| Platz | Name            | 1,62 m 1,77 m | 1,65 m 1,80 m | 1,68 m 1,83 m | 1,71 m 1,86 m | 1,74 m 1,89 m | Höhe (m) | Punkte |
| ----- | --------------- | ------------- | ------------- | ------------- | ------------- | ------------- | -------- | ------ |
| 01    | Shouaa          | –             | – o           | – xo          | – o           | o xxx         | 1,86     | 1054   |
| 02    | Włodarczyk      | – o           | – o           | – xo          | o xxo         | o xxx         | 1,86     | 1054   |
| 03    | Ináncsi         | – o           | – xo          | – xo          | o xxx         | o –           | 1,83     | 1016   |
| 04    | Braun           | – o           | – xxo         | – xxo         | – xxx         | o –           | 1,83     | 1016   |
| 05    | Moskalez        | – xo          | – o           | o xxx         | o –           | o –           | 1,80     | 978    |
| 05    | Sasanowitsch    | – xo          | – o           | o xxx         | o –           | o –           | 1,80     | 978    |
| 07    | Guthrie-Gresham | – o           | – xo          | o xxx         | –             | o –           | 1,80     | 978    |
| 08    | Jamieson        | o xxo         | – xxo         | o xxx         | o –           | o –           | 1,80     | 978    |
| 09    | Lebedenko       | – o           | o xxx         | o –           | o –           | xo –          | 1,77     | 941    |
| 10    | Steigauf        | – xo          | – xxx         | –             | o –           | o –           | 1,77     | 941    |
| 11    | Lewis           | – xo          | – xxx         | xo –          | o –           | o –           | 1,77     | 941    |
| 12    | Cárdenas        | – xo          | o xxx         | xo –          | xo –          | o –           | 1,77     | 941    |
| 13    | Tjuchai         | – xxo         | o xxx         | o –           | o –           | o –           | 1,77     | 941    |

| Platz | Name         | 1,50 m 1,71 m | 1,53 m 1,74 m | 1,56 m 1,77 m | 1,59 m 1,80 m | 1,62 m 1,83 m | 1,6 m 1,86 m | 1,68 m 1,89 m | Höhe (m) | Punkte |
| ----- | ------------ | ------------- | ------------- | ------------- | ------------- | ------------- | ------------ | ------------- | -------- | ------ |
| 01    | Kazanina     | – xo          | – o           | – o           | – xxo         | o xo          | o xxo        | o xxx         | 1,86     | 1054   |
| 02    | Bond-Mills   | – o           | – o           | – xo          | – xo          | – xxo         | – xxx        | –             | 1,83     | 1016   |
| 03    | Blair        | –             | – o           | – o           | – o           | – xxx         | –            | o –           | 1,80     | 978    |
| 04    | Clopés       | – o           | – xo          | – xo          | – xxx         | –             | o –          | o –           | 1,77     | 941    |
| 04    | Hautala      | – o           | – xo          | – xo          | – xxx         | –             | –            | o –           | 1,77     | 941    |
| 06    | Hanson       | – xxo         | – xxo         | – xo          | o xxx         | o –           | o –          | xo –          | 1,77     | 941    |
| 07    | Barber       | – o           | – o           | – xxo         | – xxx         | –             | –            | o –           | 1,77     | 941    |
| 08    | Nazarovienė  | – o           | – o           | – xxx         | –             | –             | o –          | o –           | 1,74     | 903    |
| 09    | Atroshchenko | – o           | – xo          | – xxx         | –             | o –           | o –          | o –           | 1,74     | 903    |
| 10    | Beer         | – xo          | – xxo         | – xxx         | –             | –             | –            | xxo –         | 1,74     | 903    |
| 11    | García       | – o           | – xxx         | –             | –             | o –           | o –          | o –           | 1,71     | 867    |
| 12    | Nadler       | – xxx         | –             | o –           | o –           | o –           | xo –         | xxo –         | 1,68     | 830    |
| 13    | Năstase      | –             | –             | o –           | o –           | xo –          | xo –         | xxx –         | 1,65     | 795    |
| 14    | Marxer       | –             | –             | o –           | o –           | xxo –         | xxx –        | –             | 1,62     | 759    |

| Platz | Name            | Punkte |
| ----- | --------------- | ------ |
| 01    | Włodarczyk      | 2107   |
| 02    | Shouaa          | 2072   |
| 03    | Braun           | 2059   |
| 04    | Bond-Mills      | 2043   |
| 05    | Steigauf        | 2032   |
| 06    | Sasanowitsch    | 2019   |
| 07    | Hanson          | 2015   |
| 08    | Blair           | 2011   |
| 09    | Ináncsi         | 2001   |
| 10    | Lewis           | 1999   |
| 10    | Moskalez        | 1999   |
| 12    | Barber          | 1991   |
| 13    | Lebedenko       | 1962   |
| 14    | Hautala         | 1959   |
| 15    | Beer            | 1950   |
| 16    | García          | 1947   |
| 17    | Nazarovienė     | 1940   |
| 18    | Kazanina        | 1937   |
| 19    | Cárdenas        | 1935   |
| 20    | Tjuchai         | 1934   |
| 21    | Guthrie-Gresham | 1932   |
| 22    | Clopés          | 1877   |
| 22    | Jamieson        | 1877   |
| 24    | Năstase         | 1864   |
| 25    | Atroshchenko    | 1844   |
| 26    | Nadler          | 1835   |
| 27    | Marxer          | 1752   |

### Kugelstoßen
Der Wettkampf wurde in zwei Gruppen durchgeführt.
Anmerkung: Alle Weiten sind in Metern (m) angegeben.
| Platz | Name         | 1. Versuch | 2. Versuch | 3. Versuch | Punkte |
| ----- | ------------ | ---------- | ---------- | ---------- | ------ |
| 01    | Shouaa       | 15,42      | 15,95      | -          | 925    |
| 02    | Ináncsi      | 14,02      | 14,69      | x          | 840    |
| 03    | Braun        | 14,48      | 13,88      | 14,14      | 826    |
| 04    | Włodarczyk   | 14,36      | 14,33      | 14,33      | 818    |
| 05    | Tjuchai      | 13,98      | 13,35      | 14,16      | 805    |
| 06    | Lebedenko    | 12,14      | 13,72      | 13,54      | 775    |
| 07    | Năstase      | 13,15      | 12,70      | 13,30      | 747    |
| 08    | Hautala      | 13,22      | 12,49      | x          | 742    |
| 09    | García       | 13,03      | 12,86      | 12,58      | 729    |
| 10    | Bond-Mills   | 12,86      | x          | x          | 718    |
| 11    | Kazanina     | 10,27      | 12,09      | 12,50      | 694    |
| 12    | Nadler       | 12,34      | x          | x          | 684    |
| 13    | Atroshchenko | 12,21      | 12,31      | 12,04      | 682    |
| 14    | Blair        | 12,05      | 12,29      | 12,10      | 680    |

| Platz | Name            | 1. Versuch | 2. Versuch | 3. Versuch | Punkte |
| ----- | --------------- | ---------- | ---------- | ---------- | ------ |
| 01    | Sasanowitsch    | 14,52      | 14,41      | 14,42      | 829    |
| 02    | Moskalez        | 14,23      | 13,98      | x          | 809    |
| 03    | Cárdenas        | 14,01      | 14,14      | x          | 803    |
| 04    | Lewis           | 13,79      | 13,92      | 13,61      | 789    |
| 05    | Nazarovienė     | 13,83      | 13,35      | 13,74      | 783    |
| 06    | Beer            | 13,65      | 12,52      | 12,76      | 771    |
| 07    | Jamieson        | 13,30      | 13,63      | 13,64      | 770    |
| 08    | Marxer          | 12,93      | x          | 13,46      | 758    |
| 09    | Hanson          | 11,93      | 13,45      | 12,50      | 757    |
| 10    | Clopés          | 13,05      | 12,87      | x          | 731    |
| 11    | Guthrie-Gresham | 12,76      | 12,88      | x          | 719    |
| 12    | Barber          | 12,60      | 12,87      | x          | 719    |
| 13    | Steigauf        | 12,29      | x          | 12,35      | 684    |

| Platz | Name            | Punkte |
| ----- | --------------- | ------ |
| 01    | Shouaa          | 2997   |
| 02    | Włodarczyk      | 2925   |
| 03    | Braun           | 2885   |
| 04    | Sasanowitsch    | 2848   |
| 05    | Ináncsi         | 2841   |
| 06    | Moskalez        | 2808   |
| 07    | Lewis           | 2788   |
| 08    | Hanson          | 2772   |
| 09    | Bond-Mills      | 2761   |
| 10    | Tjuchai         | 2739   |
| 11    | Cárdenas        | 2738   |
| 12    | Lebedenko       | 2737   |
| 13    | Nazarovienė     | 2723   |
| 14    | Beer            | 2721   |
| 15    | Steigauf        | 2716   |
| 16    | Barber          | 2710   |
| 17    | Hautala         | 2701   |
| 18    | Blair           | 2691   |
| 19    | García          | 2676   |
| 20    | Guthrie-Gresham | 2651   |
| 21    | Jamieson        | 2647   |
| 22    | Kazanina        | 2631   |
| 23    | Năstase         | 2611   |
| 24    | Clopés          | 2608   |
| 25    | Atroshchenko    | 2526   |
| 26    | Nadler          | 2519   |
| 27    | Marxer          | 2510   |

### 200-Meter-Lauf
Die Disziplin wurde in vier Läufen durchgeführt.
| Platz | Name         | Zeit (s) | Punkte |
| ----- | ------------ | -------- | ------ |
| 1     | García       | 24,04    | 977    |
| 2     | Atroshchenko | 24,59    | 925    |
| 3     | Lebedenko    | 24,67    | 917    |
| 4     | Bond-Mills   | 24,90    | 896    |
| 5     | Kazanina     | 25,15    | 873    |
| 6     | Clopés       | 25,87    | 809    |

| Platz | Name       | Zeit (s) | Punkte |
| ----- | ---------- | -------- | ------ |
| 1     | Shouaa     | 23,85    | 995    |
| 2     | Włodarczyk | 24,27    | 955    |
| 3     | Blair      | 24,49    | 934    |
| 4     | Steigauf   | 24,50    | 933    |
| 5     | Nadler     | 24,88    | 898    |
| 6     | Ináncsi    | 24,92    | 894    |
| 7     | Moskalez   | 25,04    | 883    |
| 8     | Hautala    | 25,33    | 857    |

| Platz | Name            | Zeit (s) | Punkte |
| ----- | --------------- | -------- | ------ |
| 1     | Sasanowitsch    | 23,72    | 1008   |
| 2     | Lewis           | 24,44    | 939    |
| 3     | Nazarovienė     | 24,51    | 932    |
| 4     | Barber          | 24,67    | 917    |
| 5     | Braun           | 24,89    | 897    |
| 6     | Guthrie-Gresham | 25,12    | 876    |

| Platz | Name     | Zeit (s) | Punkte |
| ----- | -------- | -------- | ------ |
| 1     | Cárdenas | 24,04    | 977    |
| 2     | Hanson   | 24,42    | 941    |
| 3     | Beer     | 24,64    | 920    |
| 4     | Năstase  | 24,96    | 890    |
| 5     | Tjuchai  | 24,98    | 889    |
| 6     | Marxer   | 25,05    | 882    |
| 7     | Jamieson | 25,70    | 824    |

| Platz | Name            | Punkte |
| ----- | --------------- | ------ |
| 01    | Shouaa          | 3992   |
| 02    | Włodarczyk      | 3880   |
| 03    | Sasanowitsch    | 3856   |
| 04    | Braun           | 3782   |
| 05    | Ináncsi         | 3735   |
| 06    | Lewis           | 3727   |
| 07    | Cárdenas        | 3715   |
| 08    | Hanson          | 3713   |
| 09    | Moskalez        | 3691   |
| 10    | Bond-Mills      | 3657   |
| 11    | Nazarovienė     | 3655   |
| 12    | Lebedenko       | 3654   |
| 13    | García          | 3653   |
| 14    | Steigauf        | 3649   |
| 15    | Beer            | 3641   |
| 16    | Tjuchai         | 3628   |
| 17    | Barber          | 3627   |
| 18    | Blair           | 3625   |
| 19    | Hautala         | 3558   |
| 20    | Guthrie-Gresham | 3527   |
| 21    | Kazanina        | 3504   |
| 22    | Năstase         | 3501   |
| 23    | Jamieson        | 3471   |
| 24    | Atroshchenko    | 3451   |
| 25    | Clopés          | 3417   |
| 25    | Nadler          | 3417   |
| 27    | Marxer          | 3392   |

### Weitsprung
Der Wettkampf wurde in zwei Gruppen durchgeführt.
Die Liechtensteinerin Manuela Marxer trat zu dieser fünften Disziplin nicht an.
Anmerkung: Alle Weiten sind in Metern (m) angegeben.

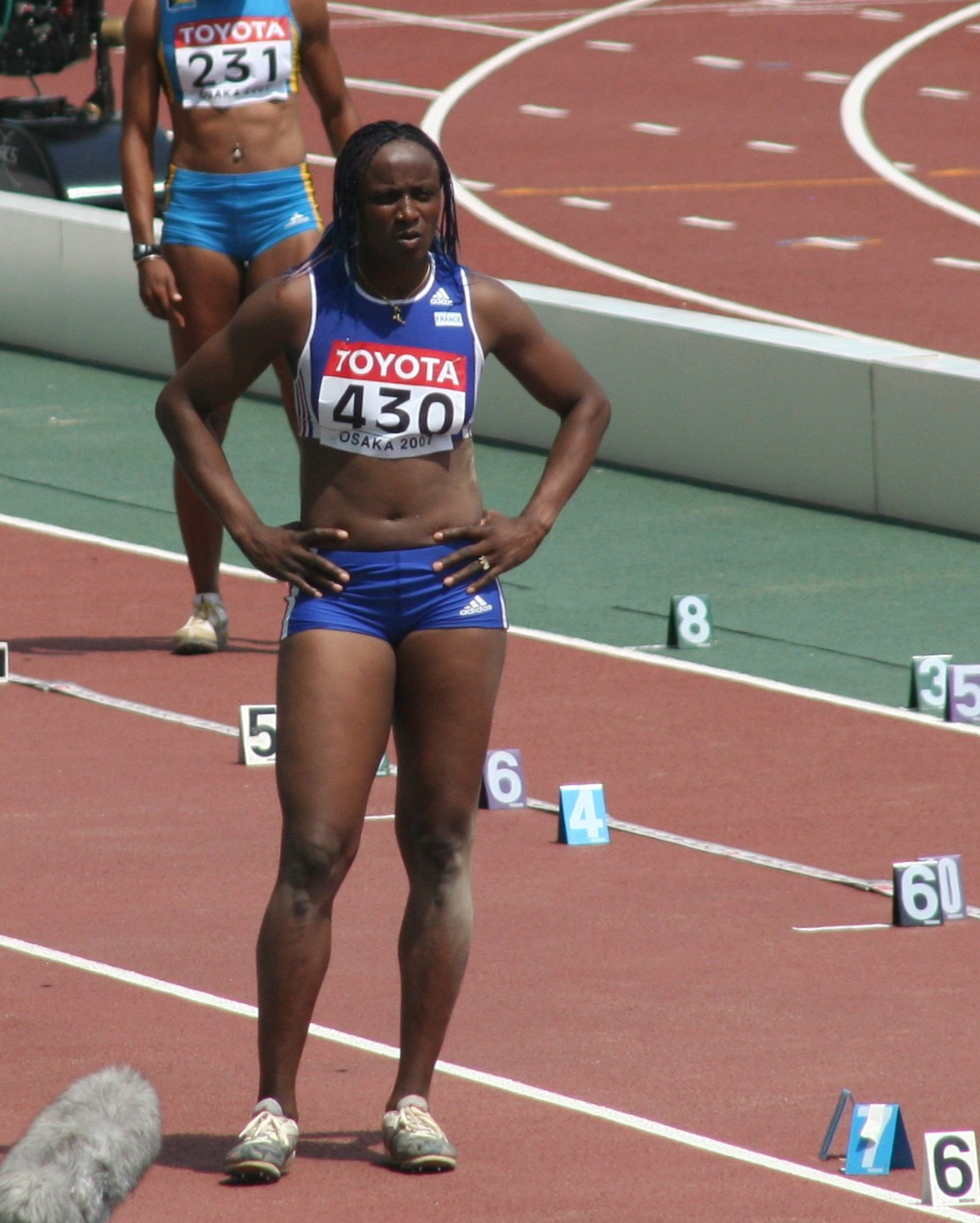
Eunice Barber – hier noch für Sierra Leone, später für Frankreich am Start – erzielte im Weitsprung mit 6,57 m die zweitbeste Weite und kam im Endresultat
auf den fünften Platz

| Platz | Name         | 1. Versuch | 2. Versuch | 3. Versuch | Punkte |
| ----- | ------------ | ---------- | ---------- | ---------- | ------ |
| 01    | Cárdenas     | 6,52       | 6,33       | 6,41       | 1014   |
| 02    | Lebedenko    | x          | 6,33       | 6,33       | 953    |
| 03    | Nazarovienė  | 6,14       | 6,26       | 6,33       | 953    |
| 04    | Beer         | x          | 6,09       | 5,93       | 877    |
| 05    | Năstase      | 6,09       | x          | x          | 877    |
| 06    | Kazanina     | 5,65       | 5,98       | x          | 843    |
| 07    | Hanson       | 5,96       | 5,79       | 5,85       | 837    |
| 08    | Jamieson     | 5,93       | 5,91       | x          | 828    |
| 09    | Hautala      | 5,63       | 5,70       | 5,85       | 804    |
| 10    | Nadler       | 5,82       | 5,79       | 5,80       | 795    |
| 11    | Clopés       | 5,74       | x          | 5,69       | 771    |
| 12    | Atroshchenko | x          | x          | 5,63       | 738    |
| NM    | Bond-Mills   | x          | x          | x          | 000    |

| Platz | Name            | 1. Versuch | 2. Versuch | 3. Versuch | Punkte |
| ----- | --------------- | ---------- | ---------- | ---------- | ------ |
| 01    | Sasanowitsch    | 6,45       | 6,70       | 6,18       | 1072   |
| 02    | Guthrie-Gresham | x          | 6,38       | 6,57       | 1030   |
| 03    | Barber          | 6,57       | x          | x          | 1030   |
| 04    | Moskalez        | 6,56       | 6,48       | 6,44       | 1027   |
| 05    | Steigauf        | 6,29       | 6,47       | x          | 997    |
| 06    | Blair           | x          | 6,16       | 6,32       | 949    |
| 07    | Ináncsi         | 6,32       | x          | x          | 949    |
| 07    | Lewis           | x          | 6,32       | x          | 949    |
| 09    | Włodarczyk      | 6,21       | 6,30       | x          | 943    |
| 10    | Shouaa          | x          | 6,26       | 6,23       | 930    |
| 11    | Braun           | 6,11       | 6,14       | 6,21       | 915    |
| 12    | Tjuchai         | 5,97       | 6,07       | 6,07       | 871    |
| 13    | García          | 5,68       | 5,47       | 5,71       | 762    |

| Platz | Name            | Punkte |
| ----- | --------------- | ------ |
| 01    | Sasanowitsch    | 4928   |
| 02    | Shouaa          | 4922   |
| 03    | Włodarczyk      | 4823   |
| 04    | Cárdenas        | 4729   |
| 05    | Moskalez        | 4718   |
| 06    | Braun           | 4697   |
| 07    | Ináncsi         | 4684   |
| 08    | Lewis           | 4676   |
| 09    | Barber          | 4657   |
| 10    | Steigauf        | 4646   |
| 11    | Nazarovienė     | 4608   |
| 12    | Lebedenko       | 4607   |
| 13    | Blair           | 4574   |
| 14    | Guthrie-Gresham | 4557   |
| 15    | Hanson          | 4550   |
| 16    | Beer            | 4518   |
| 17    | Tjuchai         | 4499   |
| 18    | García          | 4415   |
| 19    | Năstase         | 4378   |
| 20    | Hautala         | 4362   |
| 21    | Kazanina        | 4347   |
| 22    | Jamieson        | 4299   |
| 23    | Nadler          | 4212   |
| 24    | Atroshchenko    | 4189   |
| 25    | Clopés          | 4188   |
| 26    | Bond-Mills      | 3657   |

### Speerwurf
Der Wettkampf wurde in zwei Gruppen durchgeführt.
Die Belarussin Anzhela Atroshchenko trat zur sechsten Disziplin nicht an.
Ghada Shouaa erzielte mit 55,70 m eine Bestweite im Rahmen eines olympischen Siebenkampfes.
Anmerkung: Alle Weiten sind in Metern (m) angegeben.
| Platz | Name            | 1. Versuch | 2. Versuch | 3. Versuch | Punkte |
| ----- | --------------- | ---------- | ---------- | ---------- | ------ |
| 01    | Shouaa          | 53,22      | 55,70      | 55,00      | 971    |
| 02    | Lewis           | 45,90      | 50,10      | 54,82      | 954    |
| 03    | García          | 51,22      | x          | x          | 884    |
| 04    | Blair           | 50,32      | 49,66      | 46,96      | 866    |
| 05    | Braun           | 46,64      | 48,72      | x          | 835    |
| 06    | Ináncsi         | 46,46      | 43,40      | 45,32      | 792    |
| 07    | Sasanowitsch    | 46,00      | 44,58      | x          | 783    |
| 08    | Barber          | 41,08      | x          | 45,26      | 768    |
| 09    | Włodarczyk      | 42,16      | 43,28      | 40,74      | 730    |
| 10    | Moskalez        | 42,64      | x          | 40,96      | 718    |
| 11    | Steigauf        | 42,40      | x          | x          | 713    |
| 12    | Guthrie-Gresham | 38,86      | x          | 40,32      | 673    |
| 13    | Tjuchai         | 37,58      | 40,08      | x          | 669    |

| Platz | Name        | 1. Versuch | 2. Versuch | 3. Versuch | Punkte |
| ----- | ----------- | ---------- | ---------- | ---------- | ------ |
| 01    | Hanson      | x          | 44,38      | 46,98      | 802    |
| 02    | Beer        | x          | 46,72      | 44,76      | 797    |
| 03    | Lebedenko   | 45,02      | x          | -          | 764    |
| 04    | Jamieson    | 43,18      | 41,46      | 44,58      | 755    |
| 05    | Nadler      | 31,94      | 43,84      | 43,08      | 741    |
| 06    | Kazanina    | 43,00      | x          | 43,80      | 740    |
| 07    | Nazarovienė | 39,86      | 41,92      | 42,68      | 719    |
| 08    | Cárdenas    | 41,72      | 40,58      | 41,08      | 700    |
| 09    | Bond-Mills  | 38,66      | 40,56      | 39,46      | 678    |
| 10    | Clopés      | 39,50      | 40,42      | 39,76      | 675    |
| 11    | Hautala     | 38,92      | x          | 38,98      | 648    |
| 12    | Năstase     | 37,98      | x          | 38,66      | 642    |

| Platz | Name            | Punkte |
| ----- | --------------- | ------ |
| 01    | Shouaa          | 5893   |
| 02    | Sasanowitsch    | 5711   |
| 03    | Lewis           | 5630   |
| 04    | Włodarczyk      | 5553   |
| 05    | Braun           | 5532   |
| 06    | Ináncsi         | 5476   |
| 07    | Blair           | 5440   |
| 08    | Moskalez        | 5436   |
| 09    | Cárdenas        | 5429   |
| 10    | Barber          | 5425   |
| 11    | Lebedenko       | 5371   |
| 12    | Steigauf        | 5359   |
| 13    | Hanson          | 5352   |
| 14    | Nazarovienė     | 5327   |
| 15    | Beer            | 5315   |
| 16    | García          | 5299   |
| 17    | Guthrie-Gresham | 5230   |
| 18    | Tjuchai         | 5168   |
| 19    | Kazanina        | 5087   |
| 20    | Jamieson        | 5054   |
| 21    | Năstase         | 5020   |
| 22    | Hautala         | 5010   |
| 23    | Nadler          | 4953   |
| 24    | Clopés          | 4863   |
| 25    | Bond-Mills      | 4335   |

### 800-Meter-Lauf
Die Disziplin wurde in vier Läufen durchgeführt.
| Platz | Name       | Zeit (min) | Punkte |
| ----- | ---------- | ---------- | ------ |
| 1     | Bond-Mills | 2:14,50    | 900    |
| 2     | Hautala    | 2:16,09    | 877    |
| 3     | Nadler     | 2:18,06    | 850    |
| 4     | Năstase    | 2:19,73    | 827    |
| 5     | Clopés     | 2:26,35    | 739    |

| Platz | Name            | Zeit (min) | Punkte |
| ----- | --------------- | ---------- | ------ |
| 1     | Beer            | 2:13,15    | 19     |
| 2     | Kazanina        | 2:13,42    | 915    |
| 3     | Guthrie-Gresham | 2:17,55    | 857    |
| 4     | Jamieson        | 2:18,60    | 843    |
| 5     | García          | 2:21,03    | 810    |
| 6     | Tjuchai         | 2:26,69    | 735    |

| Platz | Name        | Zeit (min) | Punkte |
| ----- | ----------- | ---------- | ------ |
| 1     | Hanson      | 2:11,67    | 940    |
| 2     | Nazarovienė | 2:12,61    | 927    |
| 3     | Barber      | 2:13,27    | 917    |
| 4     | Steigauf    | 2:15,44    | 887    |
| 5     | Cárdenas    | 2:20,48    | 817    |
| 6     | Lebedenko   | 2:28,58    | 711    |

| Platz | Name         | Zeit (min) | Punkte |
| ----- | ------------ | ---------- | ------ |
| 1     | Włodarczyk   | 2:12,35    | 931    |
| 2     | Shouaa       | 2:15,43    | 887    |
| 3     | Blair        | 2:16,87    | 867    |
| 4     | Ináncsi      | 2:17,37    | 860    |
| 5     | Lewis        | 2:17:41    | 859    |
| 6     | Sasanowitsch | 2:17:92    | 852    |
| 7     | Braun        | 2:22,87    | 785    |
| 8     | Moskalez     | 2:30,89    | 682    |

## Endergebnis und Zusammenfassung
Datum: 27./28. Juli 1996

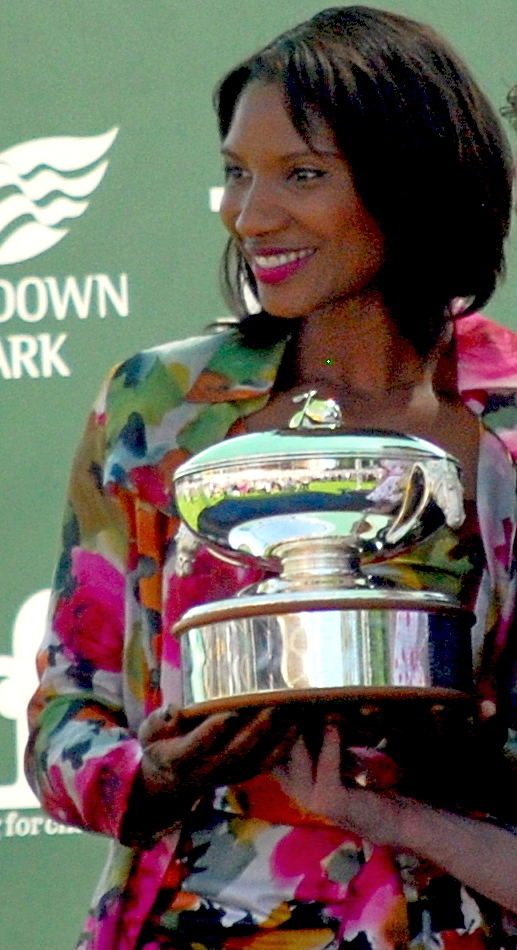
Bronzemedaillengewinnerin Denise Lewis

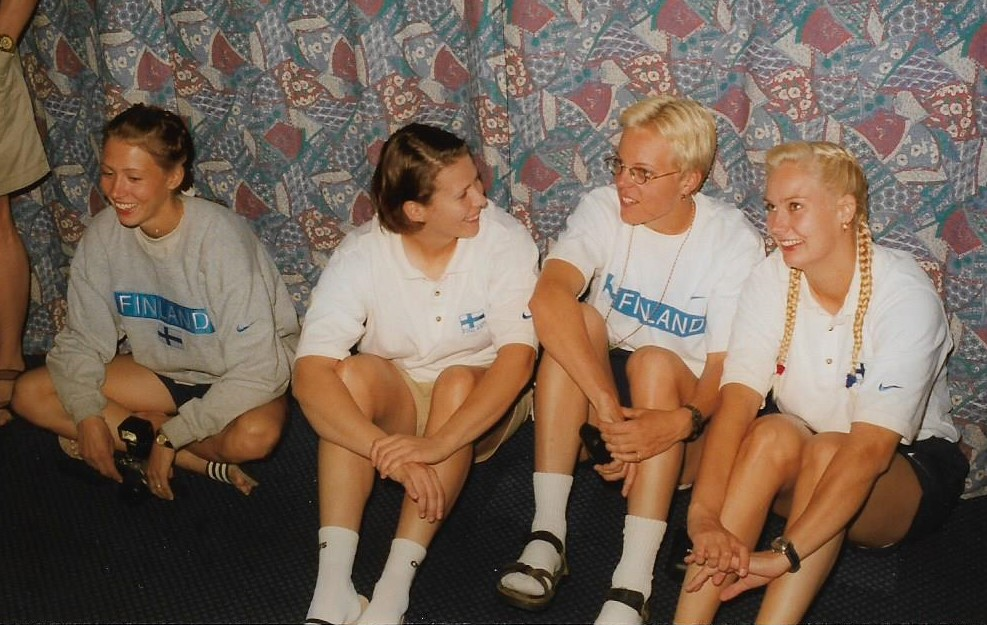
Tiia Hautala (Zweite von rechts) belegte Rang 21

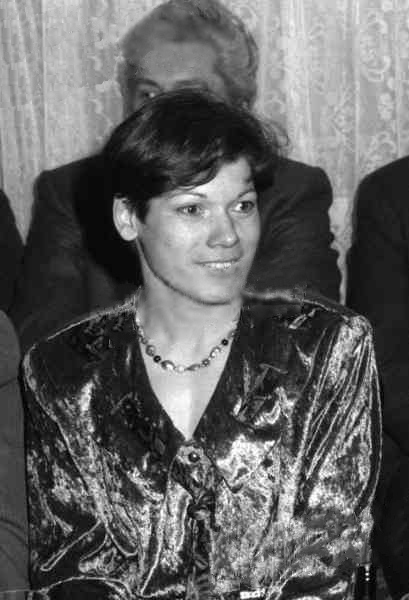
Liliana Năstase erreichte Platz 22

29 Athleten aus 21 Ländern nahmen an dem olympischen Wettkampf teil:

### Endergebnis
| Platz | Name                  | Nation             | Punkte |
| ----- | --------------------- | ------------------ | ------ |
| 1     | Ghada Shouaa          | Syrien             | 6780   |
| 2     | Natallja Sasanowitsch | Belarus            | 6563   |
| 3     | Denise Lewis          | Großbritannien     | 6489   |
| 4     | Urszula Włodarczyk    | Polen              | 6484   |
| 5     | Eunice Barber         | Sierra Leone       | 6342   |
| 6     | Rita Ináncsi          | Ungarn             | 6336   |
| 7     | Sabine Braun          | Deutschland        | 6317   |
| 8     | Kelly Blair           | Vereinigte Staaten | 6307   |
| 9     | Sharon Hanson         | Vereinigte Staaten | 6292   |
| 10    | Remigija Nazarovienė  | Litauen            | 6254   |
| 11    | Mona Steigauf         | Deutschland        | 6246   |
| 12    | Regla María Cárdenas  | Kuba               | 6246   |
| 13    | Peggy Beer            | Deutschland        | 6234   |
| 14    | Swetlana Moskalez     | Russland           | 6118   |
| 15    | Magalys García        | Kuba               | 6109   |
| 16    | Diane Guthrie-Gresham | Jamaika            | 6087   |
| 17    | Jelena Lebedenko      | Russland           | 6082   |
| 18    | Swetlana Kazanina     | Kasachstan         | 6002   |
| 19    | Irina Tjuchai         | Russland           | 5903   |
| 20    | Jane Jamieson         | Australien         | 5897   |
| 21    | Tiia Hautala          | Finnland           | 5887   |
| 22    | Liliana Năstase       | Rumänien           | 5847   |
| 23    | Patricia Nadler       | Schweiz            | 5803   |
| 24    | Imma Clopés           | Spanien            | 5602   |
| 25    | Catherine Bond-Mills  | Kanada             | 5235   |
| DNF   | Anzhela Atroshchenko  | Belarus            | 4177   |
| DNF   | Manuela Marxer        | Liechtenstein      | 3392   |
| DNF   | Jackie Joyner-Kersee  | USA                | 1089   |
| DNF   | Giuliana Spada        | Italien            | 0000   |

### Wettbewerbsverlauf
Als Favoritinnen galten die US-amerikanische Olympiasiegerin von 1992 Jackie Joyner-Kersee und die syrische Weltmeisterin Ghada Shouaa. Die deutsche Europameisterin von 1994 Sabine Braun hatte nicht mehr die ausgezeichnete Form, mit der sie in den vergangenen Jahren viele Erfolge errungen hatte. Weitere Anwärterinnen für vordere Platzierungen waren Vizeweltmeisterin Swetlana Moskalez aus Russland, die ungarische WM-Dritte und Vizeeuropameisterin Rita Ináncsi, sowie die EM-Dritte Urszula Włodarczyk aus Polen.
Die Deutsche Mona Steigauf sorgte mit 13,22 s für die schnellste Zeit im 100-Meter-Hürdenlauf und ging damit in Führung. Auf Platz zwei lag Joyner-Kersee, die sich jedoch verletzt hatte und ebenso wie die Italienerin Giuliana Spada zum Hochsprung nicht mehr antrat.
Steigauf verlor die Führung nach der zweiten Disziplin, dem Hochsprung. Beste Springerinnen waren mit 1,86 m Włodarczyk, Shouaa und die Kasachin Swetlana Kazanina. Włodarczyk setzte sich mit 2107 Punkten an die Spitze, gefolgt von Shouaa und der deutschen Europameisterin Sabine Braun. Auf Platz vier lag die Kanadierin Catherine Bond-Mills vor Steigauf.
Das Kugelstoßen entschied Shouaa überlegen für sich. Mit 15,95 m stieß sie die Kugel 1,26 m weiter als die zweitbeste Athletin Ináncsi. Shouaa führte nun mit 72 Punkten vor Włodarczyk, die wiederum vierzig Punkte vor Braun lag. Auf Platz vier folgte die Belarussin Natallja Sasanowitsch vor Ináncsi.
In der letzten Disziplin des ersten Tages, dem 200-Meter-Lauf, erzielte Sasanowitsch mit 23,72 s die schnellste Zeit. Damit schob sie sich an Braun vorbei auf Platz drei. In Führung blieb Shouaa mit 3992 Punkten. Ihr Vorsprung auf Włodarczyk war auf 112 Punkte angestiegen.
Der Weitsprung brachte einen Wechsel an der Spitze des Klassements. Sasanowitsch, die mit 6,70 m die beste Weitspringerin war, zog an Shouaa und Włodarczyk vorbei. Mit ihrer Weite hätte sie sich auch für das Weitsprungfinale qualifiziert. Die Belarussin führte mit sechs Punkten vor Shouaa, deren Vorsprung auf Włodarczyk 99 Punkte betrug. Auf Platz vier folgte weitere 94 Punkte zurück die Kubanerin Regla María Cárdenas.
Im Speerwurf erzielte Shouaa mit 55,70 m eine Bestweite im Rahmen eines olympischen Siebenkampfes. Damit übernahm sie wieder die Führung und lag nun 182 Punkte vor Sasanowitsch. Auf Platz drei hatte sich die Britin Denise Lewis vorgearbeitet, die 81 Punkte hinter Sasanowitsch lag. Dann folgte Włodarczyk vor Braun.
Die letzte Disziplin war der 800-Meter-Lauf. Um Olympiasiegerin zu werden, konnte Shouaa maximal vierzehn Sekunden langsamer als Sasanowitsch laufen, die ihrerseits nicht mehr als fünf Sekunden hinter Lewis das Ziel erreichen durfte, um im Endresultat vor der Britin zu bleiben. Mit 2:11,67 min lief die US-Athletin Sharon Hanson die schnellste Zeit. Ghada Shouaa konnte ihren Vorsprung sogar noch weiter ausbauen und lag am Ende 223 Punkte vor Natallja Sasanowitsch. Denise Lewis behauptete ihren dritten Platz knapp. Urszula Włodarczyk kam bis auf fünf Punkte heran. Hinter der Polin hatte sich Eunice Barber, hier noch für Sierra Leone, später für Frankreich am Start, auf Platz fünf hochgearbeitet. Auf Rang sechs folgte Rita Ináncsi vor Sabine Braun.
Ghada Shouaa war sowohl die erste syrische Frau, die eine olympische Medaille gewann, als auch die erste, die einen Olympiasieg für Syrien erringen konnte. Zugleich gewann sie auch die erste Medaille ihres Landes in der Leichtathletik.

## Videolinks
- Ghada Shouaa wins Syria's first gold medal in Atlanta & more, Olympic History, youtube.com, abgerufen am 17. März 2018
- 6312 Olympic 1996 Heptathlon High Jump Ghada Shouaa, youtube.com, abgerufen am 19. Januar 2022
- 6309 Olympic 1996 Heptathlon High Jump Mona Steigauf, youtube.com, abgerufen am 19. Januar 2022
- 6351 Olympic 1996 Heptathlon 200m, youtube.com, abgerufen am 19. Januar 2022
- 6487 Olympic 1996 Heptathlon Javelin Denise Lewis, youtube.com, abgerufen am 19. Januar 2022
- 6549 Olympic 1996 Heptathlon 800m, youtube.com, abgerufen am 19. Januar 2022